# Luis Pérez García
Luis Pérez García es un ciclista español nacido en Salamanca, el 23 de julio de 1966. Fue ciclista profesional desde 1987 a 1996.

## Palmarés
1991
- 1 etapa de la Vuelta a los Valles Mineros

## Resultados en las grandes vueltas
| Carrera         | 1987 | 1988 | 1989 | 1990 | 1991 | 1992 | 1993 | 1994 | 1995 | 1996 |
| --------------- | ---- | ---- | ---- | ---- | ---- | ---- | ---- | ---- | ---- | ---- |
| Giro de Italia  | -    | -    | -    | -    | -    | -    | -    | -    | -    | -    |
| Tour de Francia | -    | -    | -    | -    | -    | 41.º | -    | -    | -    | -    |
| Vuelta a España | -    | -    | Ab.  | 54.º | -    | 25.º | 27.º | 8º   | -    | -    |
| Mundial en Ruta | -    | -    | -    | -    | -    | -    | -    | -    | -    | -    |

-: no participa

Ab.: abandono